# Placodiscus pseudostipularis
Placodiscus pseudostipularis là một loài thực vật thuộc họ Sapindaceae. Loài này có ở Bờ Biển Ngà, Ghana, Liberia, và Sierra Leone. Chúng hiện đang bị đe dọa vì mất môi trường sống.